# Ilha das Peças
Ilha das Peças é uma ilha localizada na Baía de Paranaguá no estado do Paraná. Sua população é de cerca de 350 pessoas. A ilha faz parte do município de Guaraqueçaba, do Parque Nacional de Superagüi, e é vizinha da Ilha do Mel.

## História
Os primeiros habitantes do território foram os índios tupiniquins. Na época da pirataria, chegaram europeus: franceses desembarcavam em Superagüi e se refugiavam na Ilha das Peças para aguardar as embarcações que iriam saquear.
O nome de Ilha das Peças possivelmente tenha se originado pelo fato da ilha ter sido um esconderijo para muitas peças saqueadas por piratas na região. Outra versão diz ser devido ao tráfico de escravos, pois, escravos vindos do Norte eram trazidos para trabalhar no Sul, mas como este comércio era proibido, os navios não podiam chegar até Paranaguá com a “carga” de escravos a mostra, então, as "peças", como os escravos eram chamados naquele tempo, eram deixadas em uma ilha na entrada da Baía de Paranaguá. As ilhas eram lugares estratégicos para os comerciantes, pois ficavam a uma boa distância da cidade, tinham bom lugar para desembarque e os escravos poderiam ser escondidos até que se concluísse a negociação em Paranaguá, porém nenhuma das versões tem registro oficial.

## Estabelecimentos
A ilha possui possui energia elétrica e água encanada tratada. Conta com uma escola estadual e municipal de 1° grau e um supletivo de 2° grau, vários estabelecimentos comerciais, pousadas, seis restaurantes, uma igreja Católica, uma igreja Batista e uma Assembleia de Deus, um posto de saúde, um campo de futebol, duas associações de mulheres, onde funcionam as cozinhas e os restaurantes comunitários, uma associação de moradores e uma associação de condutores de ecoturismo.
Uma das festividades mais tradicionais no litoral paranaense é a Festa de São Sebastião na Ilha das Peças. O acontecimento religioso é acompanhado anualmente por milhares de veranistas que participam das atividades religiosas e culturais na comunidade.
A pesca e o cultivo de ostras são suas principais atividades econômicas, o acesso ao local é exclusivo por barcos a partir de Paranaguá, Guaraqueçaba e outras ilhas da região, com tempo médio de travessia de 1h30. Quem busca lazer encontra opções de trilhas, passeios de barco, avistamento de botos e passeios de bicicleta pela orla. 
A região é considerada um berçário dos botos-cinza. É comum avistá-los nadando às margens da ilha.